# Tapón López
Snuffy Smith (anteriormente llamado "Barney Google and Snuffy Smith") traducido al español como Tapón López fue una tira cómica creada en 1919 por el dibujante y guionista estadounidense Billy DeBeck (1890-1942) y luego dibujada por Fred Lasswell desde 1942 hasta el 2001 cuando Laswell muere. Actualmente su dibujante es John Rose. Anteriormente antes de Tapón el personaje principal fue Barney Google hasta que Barney Google aterriza en las montañas de Kentucky y allí encuentra a Tapón López, un pequeño e ignorante campesino de ancho sombrero, que más tarde llegó a reemplazar a Google como el protagonista. El cómic fue llevado a la TV por Paramount Pictures y sindicada por King Features en 1962 con el nombre "Snuffy Smith and Barney Google" (Tapón López) con tres cartoons más: Beetle Bailey, Krazy & Ignatz y el oficial Pupp (este último solo fue secundario en las tiras pero protagonista de sus propios cortos).

## Apariciones

### Películas
- Private Snuffy Smith (1942)
- Popeye Meets the Man Who Hated Laughter (1972)

### Tiras cómicas
- Four Color (Dell) - (1941)
- Barney Google and Snuffy Smith (Toby) - (1951-52)
- Barney Google and Snuffy Smith (Gold Key) - (1964)
- Barney Google and Snuffy Smith (Charlton) - (1970-71)
- Barney Google and Snuffy Smith (Modern) - (1972)
- Barney Google and Snuffy Smith (Tempo Books) - (1977)
- Li'l Abner Dailies (Kitchen Sink Press) (1988)